# قائمة شعراء الهيئة المصرية العامة للكتاب
شعراء الهيئة المصرية العامة للكتاب
هذه قائمة بأسماء الشعراء الذين عملوا بالهيئة المصرية العامة للكتاب:
- صلاح عبد الصبور
- كامل أيوب
- كمال إسماعيل
- السماح عبد الله
- عمر نجم
- وليد منير
- سعد درويش
- محمد أبودومة
- أحمد الحوتي